# Crumia latifolia
Crumia latifolia är en bladmossart som beskrevs av Wilfred Borden Schofield 1966. Crumia latifolia ingår i släktet Crumia och familjen Pottiaceae. Inga underarter finns listade i Catalogue of Life.